# Saint-Maurice-de-Rotherens
Saint-Maurice-de-Rotherens korábbi község (település) Franciaországban, Savoie megyében. 2019. január 1-jén Gresin, Saint-Genix-sur-Guiers községgel egyesült és Saint-Genix-les-Villages új község része lett.
Lakosainak száma 212 fő (2018. január 1.). Saint-Maurice-de-Rotherens Champagneux, Gerbaix, Gresin, Loisieux, Sainte-Marie-d’Alvey és Saint-Pierre-d’Alvey községekkel határos.

## Népesség
A település népessége az elmúlt években az alábbi módon változott:
| Lakosok száma | 212  | 214  | 221  | 213  | 212  |
|               | 2013 | 2015 | 2016 | 2017 | 2018 |